# Liste der Monuments historiques in Loches-sur-Ource
Die Liste der Monuments historiques in Loches-sur-Ource führt die Monuments historiques in der französischen Gemeinde Loches-sur-Ource auf.

## Liste der Immobilien
| Bezeichnung           | Beschreibung                                                 | Standort                     | Kennzeichnung | Schutzstatus | Datum | Bild           |
| --------------------- | ------------------------------------------------------------ | ---------------------------- | ------------- | ------------ | ----- | -------------- |
| Brücke über die Ource | dreibogige Brücke, Mitte des 18. Jahrhunderts; 1838 erneuert | südwestlich des Ortes (Lage) | PA10000001    | Classé       | 1996  | weitere Bilder |

## Liste der Objekte
| Bezeichnung                  | Beschreibung                                                                                                   | Standort                                  | Kennzeichnung | Schutzstatus | Datum | Bild |
| ---------------------------- | --- | ----------------------------------------- | ------------- | ------------ | ----- | ---- |
| Skulptur Johannes der Täufer | Kalkstein, farbig gefasst, 16. Jahrhundert                                                                     | in der Kirche St-Pierre-et-St-Paul (Lage) | PM10004313    | Inscrit      | 1983  |      |
| Skulptur Heiliger Rochus     | Holz, farbig gefasst und vergoldet, 18. Jahrhundert                                                            | in der Kirche St-Pierre-et-St-Paul (Lage) | PM10001048    | Classé       | 1968  |      |
| Skulptur Paulus              | Holz, vergoldet, 18. Jahrhundert                                                                               | in der Kirche St-Pierre-et-St-Paul (Lage) | PM10001051    | Classé       | 1968  |      |
| Marienaltar                  | Altartisch, Retabel und Gemälde Anbetung der Hirten; Eichenholz, farbig gefasst und vergoldet, 17. Jahrhundert | in der Kirche St-Pierre-et-St-Paul (Lage) | PM10004312    | Inscrit      | 1983  |      |
| Prozessionsfahne             | Stoff, bemalt und bestickt, 19. Jahrhundert                                                                    | in der Kirche St-Pierre-et-St-Paul (Lage) | PM10004314    | Inscrit      | 1983  |      |
| Skulptur Petrus              | Holz, vergoldet, 18. Jahrhundert                                                                               | in der Kirche St-Pierre-et-St-Paul (Lage) | PM10001050    | Classé       | 1968  |      |
| Hauptaltar                   | Altartisch, Tabernakel und Baldachin; Holz, vergoldet, 18. Jahrhundert, von Jean-Baptiste Bouchardon           | in der Kirche St-Pierre-et-St-Paul (Lage) | PM10001052    | Classé       | 1977  |      |
| Triumphbogen mit Kruzifix    | Schmiedeeisen, vergoldet, Holz, farbig gefasst, 18. Jahrhundert                                                | in der Kirche St-Pierre-et-St-Paul (Lage) | PM10004311    | Inscrit      | 1978  |      |
| Kommuniontisch               | Schmiedeeisen, vergoldet, 18. Jahrhundert                                                                      | in der Kirche St-Pierre-et-St-Paul (Lage) | PM10004310    | Inscrit      | 1978  |      |
| Skulptur Heiliger Nikolaus   | Holz, farbig gefasst und vergoldet, 17. Jahrhundert                                                            | in der Kirche St-Pierre-et-St-Paul (Lage) | PM10004315    | Inscrit      | 1985  |      |
| Kollektenteller              | Kupfer, 15. Jahrhundert; Verbleib unbekannt                                                                    | in der Kirche St-Pierre-et-St-Paul (Lage) | PM10001049    | Classé       | 1968  |      |